# Conway Tearle
Frederick Lévy, connu sous le nom de scène Conway Tearle (né le 17 mai 1878 à New York et mort le 1er octobre 1938 à Los Angeles) est un acteur américain.

## Biographie
Frederick Lévy est né à New York dans une famille d'artistes. Son père est musicien de jazz, sa mère Marianne Conway, est issue d'une famille d'acteurs et elle-même est actrice. Les parents de Frederick divorcent, et Marianne Conway, repartie vivre en Angleterre avec son jeune fils, se remarie à un célèbre acteur britannique, George Osmond Tearle (1852-1901). Marianne aura deux fils de cette seconde union, Godfrey Tearle (1884-1953) et Malcolm Tearle (1888-1935). Ils seront aussi acteurs, mais le plus jeune, Malcolm, dépressif, se suicide en 1935.
C'est grâce à Osmond Tearle, son beau-père (second mari de sa mère), que Frederick débute sur les planches dans Hamlet pour remplacer celui-ci qui est souffrant. C'est un succès immédiat et le jeune homme joue bientôt au théâtre de Londres; il est dirigé par Sir Herbert Beerbohm Tree.
Frederick est maintenant un jeune acteur confirmé; Pour la scène, il emprunte les patronymes de sa mère "Conway" et de son beau-père, "Tearle". Conway Tearle repart aux États-Unis en 1905, et se fait connaître à Broadway. Il y connaît le succès pendant les années 1910, avec The evangelist (1907) de Henry Arthur Jones, Elevating a husband (1912) de Clara Lipman et Samuel Chipman, The hawk (1914) de Francis de Croisset. La même année, il fait ses débuts au cinéma dans The nightingale de Augustus E. Thomas où il est le partenaire d'Ethel Barrymore. Par la suite, il sera aux côtés des plus grandes actrices du cinéma de l'époque, Mary Pickford dans Stella Maris en 1918; Constance Talmadge dans A virtuous vamp en 1919; Pola Negri dans Bella Donna en 1923; Alice Terry dans La Rançon (The Great divide) en 1925, entre autres stars.
Conway Tearle, fort de son expérience au théâtre, passe facilement le cap du cinéma parlant. Il joue notamment dans Vanity fair (1932) de Chester M. Franklin; Should ladies behave? (1933) de Harry Beaumont; Annie du Klondike (Klondike Annie) (1936) de Raoul Walsh. Cependant, Tearle a maintenant plus de cinquante ans, et la concurrence de nouveaux et jeunes acteurs le relègue pendant les années 1930 à des rôles secondaires, ou des premiers rôles dans de mauvais films. Sa carrière cinématographique s'achève en 1936 avec Roméo et Juliette de George Cukor. 
Il meurt d'une crise cardiaque en 1938, âgé de soixante ans.

## Filmographie partielle
- 1914 : The Nightingale de Augustus E. Thomas : Charles Marden
- 1915 : The Seven Sisters de Sidney Olcott : Comte Horkoy
- 1916 : La Vierge folle (The Foolish Virgin) d'Albert Capellani : Jim Anthony
- 1916 : La Loi commune (The common law) d'Albert Capellani : Neville
- 1917 : The Fall of the Romanoffs d'Herbert Brenon : Prince Felix Yusupov
- 1918 : Le Roman de Mary (Stella Maris) de Marshall Neilan : John Risca
- 1919 : A Virtuous Vamp de David Kirkland : Jame Crowninshield
- 1919 : Pour sa famille (The Way of a Woman) de Robert Z. Leonard : Anthony Weir
- 1920 : Elle aime et ment (She Loves and Lies) de Chester Withey : Ernest Lismore
- 1920 : The Road of Ambition de William P. S. Earle : Bill Matthews
- 1920 : Two Weeks de Sidney Franklin : Kenneth Maxwell
- 1920 : April Folly de Robert Z. Leonard : Kerry Sarle
- 1921 : The Fighter de Henry Kolker : Caleb Conover
- 1921 : La Fille du banquier (The Oath) de Raoul Walsh : Hugh Coleman
- 1922 : Shadows of the Sea d'Alan Crosland : Capitaine Dick Carson
- 1922 : La Duchesse de Langeais (The Eternal flame) de Frank Lloyd : le Général de Montriveau
- 1922 : La Prisonnière (One Week of Love) de George Archainbaud : Buck Fearnley
- 1923 : The Dangerous Maid de Victor Heerman
- 1923 : Bella Donna de George Fitzmaurice : Mahmoud Baroudi
- 1923 : Cendres de vengeance (Ashes of Vengeance) de Frank Lloyd : Rupert de Vrieac
- 1924 : Le Phalène blanc (The White Moth) de Maurice Tourneur : Vantine Morley
- 1924 : The Next Corner de Sam Wood
- 1925 : La Sorcière (The Mystic) de Tod Browning : Michael Nash
- 1925 : School for Wives de Victor Halperin : Richard Keith
- 1925 : Bad Company d'Edward H. Griffith
- 1925 : La Rançon (The Great divide) de Reginald Barker : Stephen Ghent
- 1926 : The Sporting Lover d'Alan Hale : Capitaine Terrance Connaughton
- 1926 : Dancing Mothers de Herbert Brenon : Jerry Naughton
- 1926 : The Dancer of Paris d'Alfred Santell
- 1927 : The Isle of Forgotten Women de George B. Seitz : Bruce Paine
- 1927 : Altars of Desire de Christy Cabanne : David Elrod
- 1929 : Gold Diggers of Broadway de Roy Del Ruth : Stephen Lee
- 1929 : The Lost Zeppelin d'Edward Sloman : Commandant Donald Hall
- 1930 : Vingt-et-un ans (The Truth About Youth) de William A. Seiter : Richard Carewe
- 1931 : Pleasure (en) d'Otto Brower : Gerald Whitney
- 1931 : The False Madonna de Stuart Walker : Grant Arnold
- 1931 : The Lady Who Dared de William Beaudine
- 1932 : Vanity Fair de Chester M. Franklin : Rawdon Crawley
- 1932 : Man about town de John Francis Dillon
- 1932 : The Hurricane Express d'Armand Schaefer et J. P. McGowan : Stevens
- 1932 : Southern love and Northern exposure d'Edward Sloman
- 1932 : The King Murder de Richard Thorpe : l'inspecteur en chef Henry Barton
- 1932 : Her mad night d'E. Mason Hopper
- 1933 : Day of reckoning de Charles Brabin
- 1933 : Should Ladies Behave de Harry Beaumont : Max Lawrence
- 1934 : Stingaree de William A. Wellman : Sir Julian Kent
- 1934 : Fifteen wives de Frank R. Strayer
- 1934 : Sing, sing nights de Lewis D. Collins
- 1935 : The headline woman de William Nigh
- 1935 : Trail's end d'Albert Herman
- 1935 : The Judgement Book de Charles Hutchison : Steve Harper
- 1936 : L'Homme sans visage (Preview Murder Mystery) de Robert Florey : Edwin Strange
- 1936 : Desert guns de Charles Hutchison
- 1936 : Señor Jim (Murder in the dark) de Jacques Jaccard
- 1936 : Annie du Klondike (Klondike Annie) de Raoul Walsh : Vance Palmer
- 1936 : Roméo et Juliette (Romeo and Juliet) de George Cukor : Escalus